# Världsmästerskapen i bågskytte 1999
Världsmästerskapen i bågskytte 1999 arrangerades i Riom i Frankrike mellan 22 och 29 juli 1999.

## Medaljsummering

### Recurve
| Event                          | Guld                                                         | Silver                                          | Brons                                                |
| Herrarnas individuella tävling | Hong Sung-Chil (KOR)                                         | Jari Lipponen (FIN)                             | Lionel Torres (FRA)                                  |
| Damernas individuella tävling  | Lee Eun-Kyung (KOR)                                          | Alison Williamson (GBR)                         | Kim Jo-Sun (KOR)                                     |
| Herrarnas lag                  | Italien Matteo Bisiani Michele Frangilli Ilario di Buo       | Sydkorea Hong Sung-Chil Kim Bo-Ram Jang Yong-Ho | USA Jay Barrs Victor Wunderle Richard Johnson        |
| Damernas lag                   | Italien Giovanna Aldegani Christina Ioriatti Natalia Valeeva | Kina Lin Sang Yu Hui He Ying                    | Tyskland Britta Buehren Wiebke Nulle Barbara Mensing |

### Compound
| Event                          | Guld                                            | Silver                                                  | Brons                                                       |
| Herrarnas individuella tävling | Dave Cousins (USA)                              | Stephen Gooden (GBR)                                    | Tibor Ondrik (HUN)                                          |
| Damernas individuella tävling  | Catherine Pellen (FRA)                          | Shish Ya-Ping (TPE)                                     | Fabiola Palazzini (ITA)                                     |
| Herrarnas lag                  | USA Dave Cousins Logan Wilde Lawrence Wilde     | Ungern Tibor Ondrik Antal Szokol Janos Povaszan         | Storbritannien Chris White Michael Peart Stephen Gooden     |
| Damernas lag                   | Taiwan Shish Ya-Ping Huang Chong-Yu Shih Pei-Yi | Nederländerna Marjon Pigney Irma Luyting Annemarie Puts | Tyskland Bettina Thiele Christina Knoebel Astrid Haehnschen |

### Medaljtabell
| Pl. | Nation         | Guld | Silver | Brons | Totalt |
| --- | -------------- | ---- | ------ | ----- | ------ |
| 1   | Sydkorea       | 2    | 1      | 1     | 4      |
| 2   | Italien        | 2    | -      | 1     | 3      |
| 2   | USA            | 2    | -      | 1     | 3      |
| 4   | Taiwan         | 1    | 1      | -     | 2      |
| 5   | Frankrike      | 1    | -      | 1     | 2      |
| 6   | Storbritannien | -    | 2      | 1     | 3      |
| 7   | Ungern         | -    | 1      | 1     | 2      |
| 8   | Kina           | -    | 1      | -     | 1      |
| 8   | Finland        | -    | 1      | -     | 1      |
| 8   | Nederländerna  | -    | 1      | -     | 1      |
| 11  | Tyskland       | -    | -      | 2     | 2      |